# Castillo de Tiedra
El castillo de Tiedra se encuentra en la población de Tiedra, provincia de Valladolid (Castilla y León, España). El castillo actual es un cubo superviviente de la demolición de la muralla original, protegido por el foso en dos de sus lados y por dos paños de muralla de factura posterior.
Desde el año 2011 se ha realizado un proceso de restauración. El interior de la torre del homenaje es un museo. Es un espectacular mirador por su ubicación estratégica.

## Historia

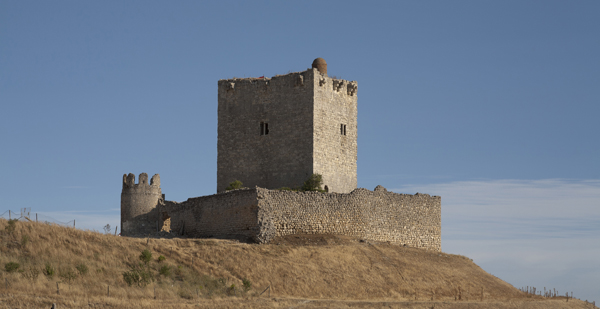
Vista del castillo de Tiedra antes de su restauración.

La primera mención que se tiene hasta el momento sobre la existencia del castillo de Tiedra es de tiempos del rey Sancho II, cuando ordena al Cid a que realice un encuentro con su hermana la infanta Urraca de Zamora. Tenía que persuadirla para la entrega voluntaria y sin enfrentamientos de la ciudad de Zamora —que había recibido en herencia de su padre—. A cambio Urraca recibiría la villa de Medina de Rioseco con el privilegio de Infantado que comprendía desde Villalpando hasta Valladolid y además el castillo de Tiedra. Pero este acuerdo nunca se llevó a cabo.
Años más tarde el castillo formaría parte de la donación que hizo Alfonso IX a su mujer Berenguela de Castilla, como compensación tras el divorcio.
En 1285 Pedro Álvarez de las Asturias, mayordomo Mayor de Sancho IV de Castilla, recibió del rey la villa de Tiedra con su torre junto con otras propiedades. De sus manos la recibió su hija Teresa Pérez de Asturias, que estaba casada con Alfonso Téllez de Molina —hijo del Infante Alfonso de Molina—. Así fue cómo la villa y su torre se incorporó al linaje de los Téllez de Meneses. El hijo de ambos (que era además sobrino de la reina María de Molina), Tello Alfonso de Meneses, fue señor de Tiedra —entre otros señoríos—.

Armas de Sancho de Castilla

A su muerte en 1315 sus señoríos pasaron a ser propiedad del rey Enrique II que los donó a su hermano Sancho de Castilla, conde de Alburquerque. Lo heredó su hija Leonor de Alburquerque que estaba casada con el infante Fernando de Antequera.
En 1430 el rey Juan II de Castilla confiscó la villa y mandó prisionero al castillo al obispo de Palencia Gutierre Álvarez de Toledo por los rumores que corrían de un complot contra el monarca y su valido Álvaro de Luna. Finalmente fue absuelto.
Juan II a mediados del siglo XV entregó la villa y castillo a Pedro Girón pero hasta 1476, y ya en tiempos de los Reyes Católicos, no se confirmó el señorío.
Su estado ruinoso provocó alarma en julio de 2010, cuando la Junta de Castilla y León se vio obligada a acometer obras de urgencia, para evitar su derrumbe parcial o completo, junto con el castillo de Mota del Marqués. En mayo de 2013 el castillo volvió a abrirse tras el proceso de restauración, pero la obra no fue integral y el 24-25 de diciembre del mismo año el cubo sureste se derrumbó parcialmente a causa de un temporal de lluvia y viento.

## Construcción del castillo

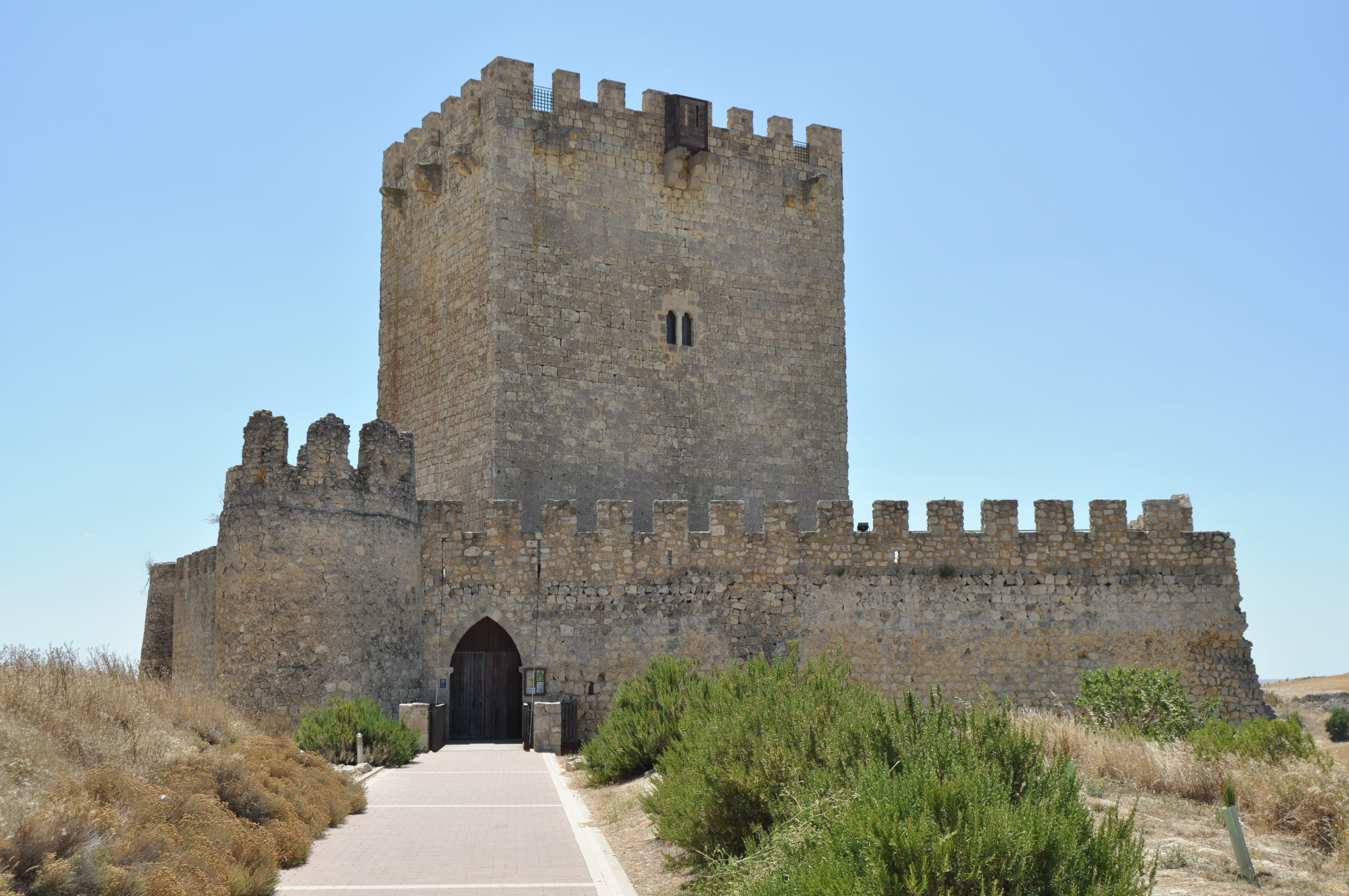
Entrada del castillo, año 2021.

Los paños norte y oeste formaban parte de la muralla en cuyo recinto se albergó la primera villa de repoblación. Es la parte más antigua. Hubo una segunda fase de construcción cuando se elevó la torre. Las ladroneras superiores, la bóveda con sus arcos fajones y el acceso a la escalera corresponden a finales del siglo XIII y comienzos del siglo XVI.
El recinto defensivo tiene dos torreones circulares. Por uno de los extremos arranca una muralla que tal vez fuera la cerca de la población que albergara el albacar. No hay ruinas visibles por lo que esta teoría solamente podría apoyarla una excavación arqueológica. 
El complejo se extiende sobre la plataforma de un cerro que domina una gran extensión de tierras.

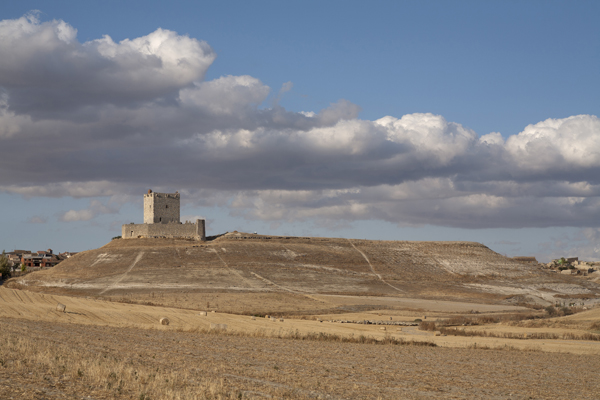
Vista del castillo (antes de la restauración) en la colina. Se puede intuir la zona que ocupaba el complejo entero del castillo en el cerro.

La torre del homenaje tiene veinte metros de altura; es de planta rectangular con unos muros de 2,5 m de espesor. Conserva las ménsulas donde se apoyaron las vigas que en muchos casos sostenían los cadalsos (parapetos o buhardas de madera). En la última restauración se hizo una recreación de estos elementos arquitectónicos. La puerta está a unos metros del suelo como era costumbre en los castillos defensivos, para impedir al enemigo el acceso fácil.
A partir del 2005 el castillo pasó a ser propiedad del Ayuntamiento de Tiedra. Tras unos años de restauración es posible la visita por dentro y por fuera. Desde la torre del homenaje se domina una gran extensión de los montes Torozos y todo el caserío del pueblo.

## Galería de imágenes

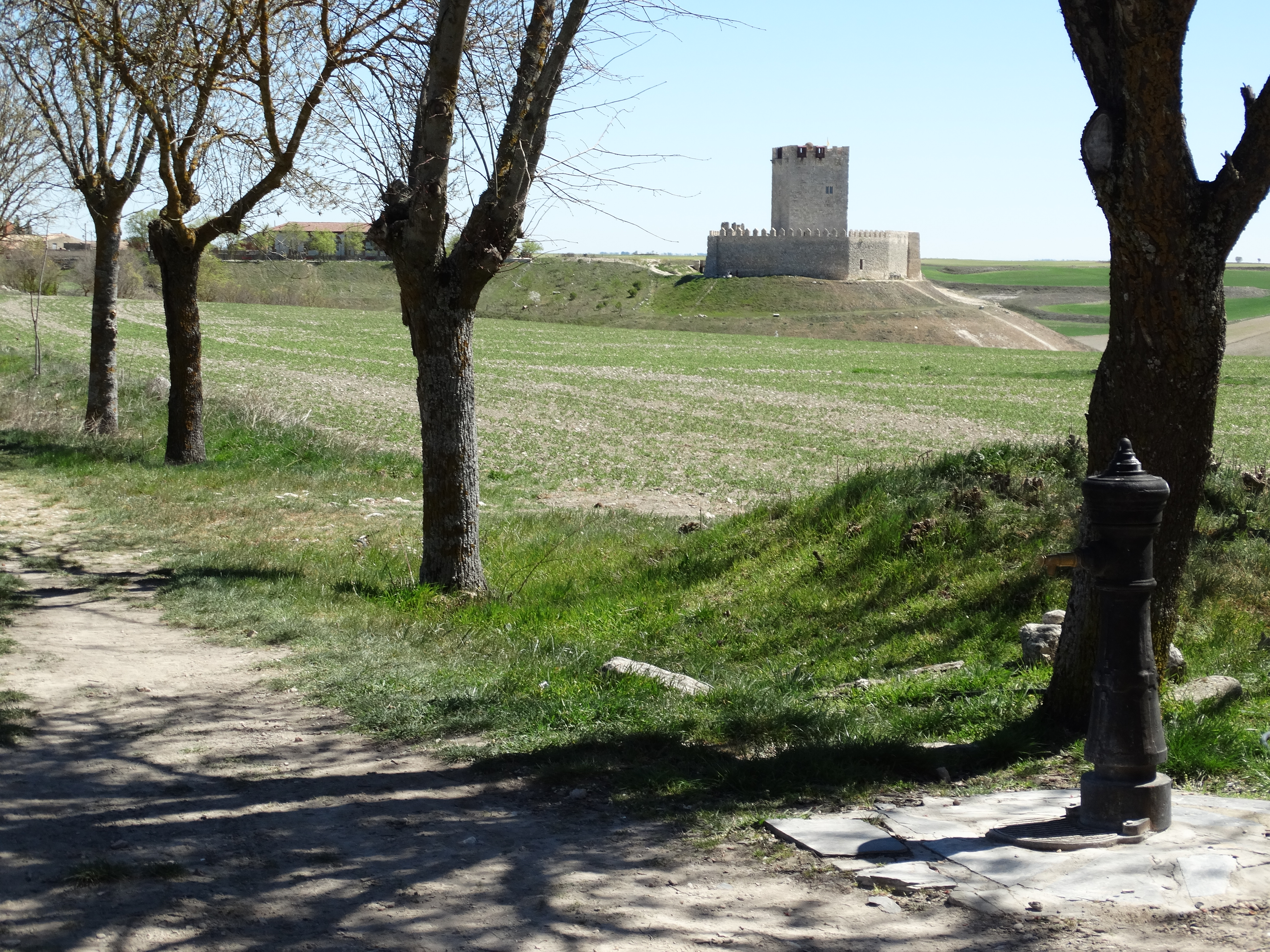
Vista lejana.
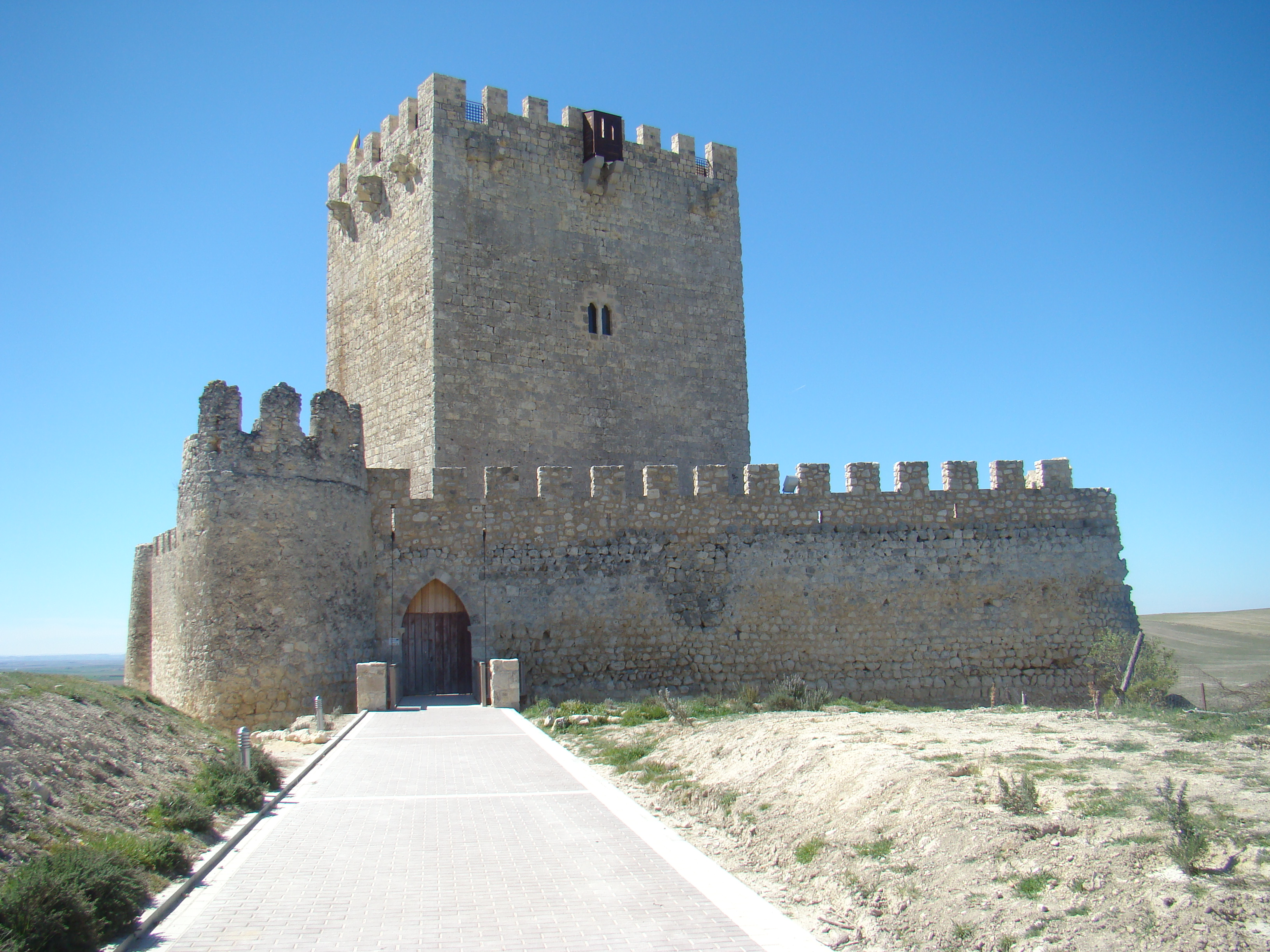
La puerta de acceso y el torreón.
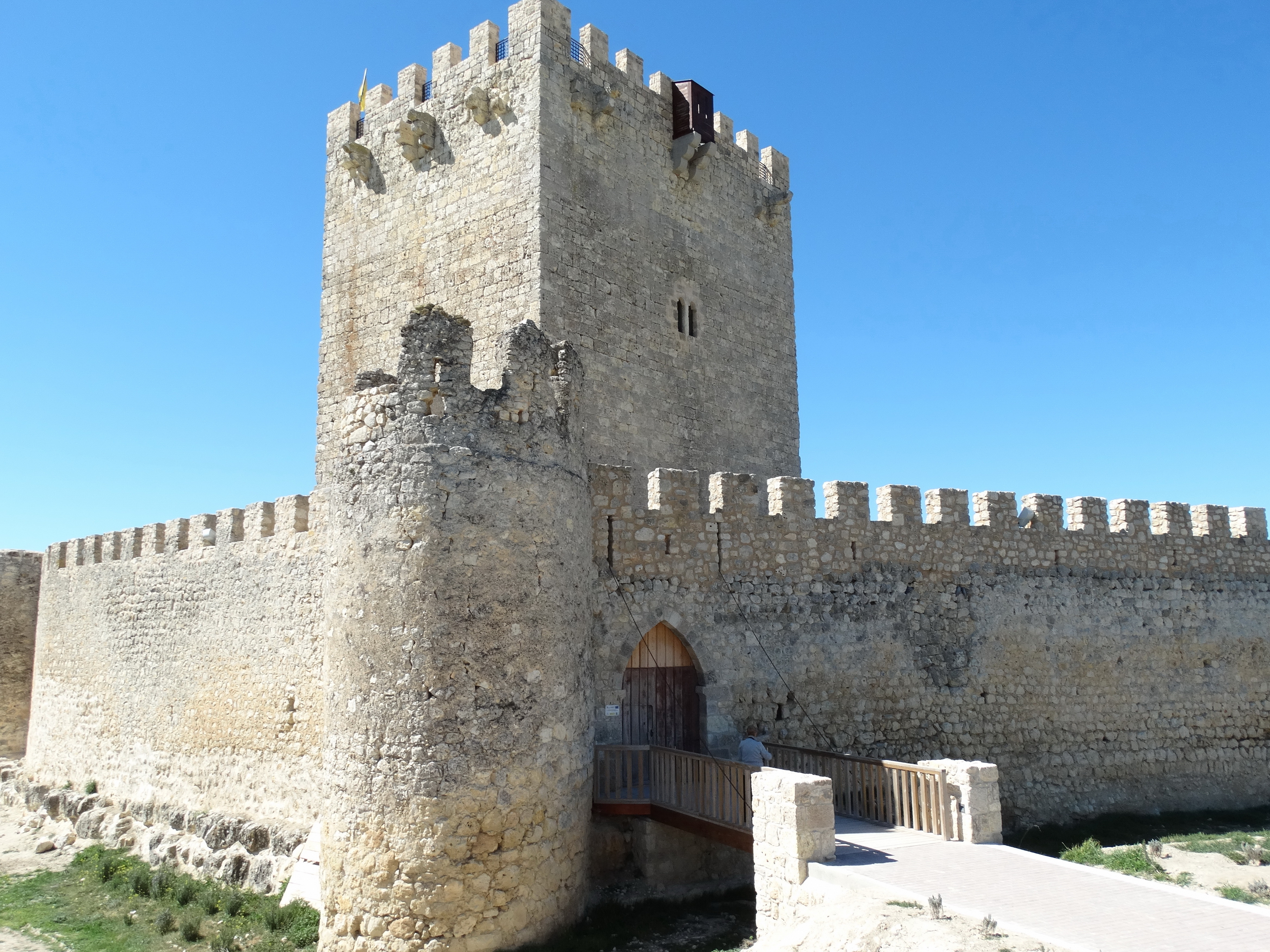
La pasarela de acceso y el pequeño foso.
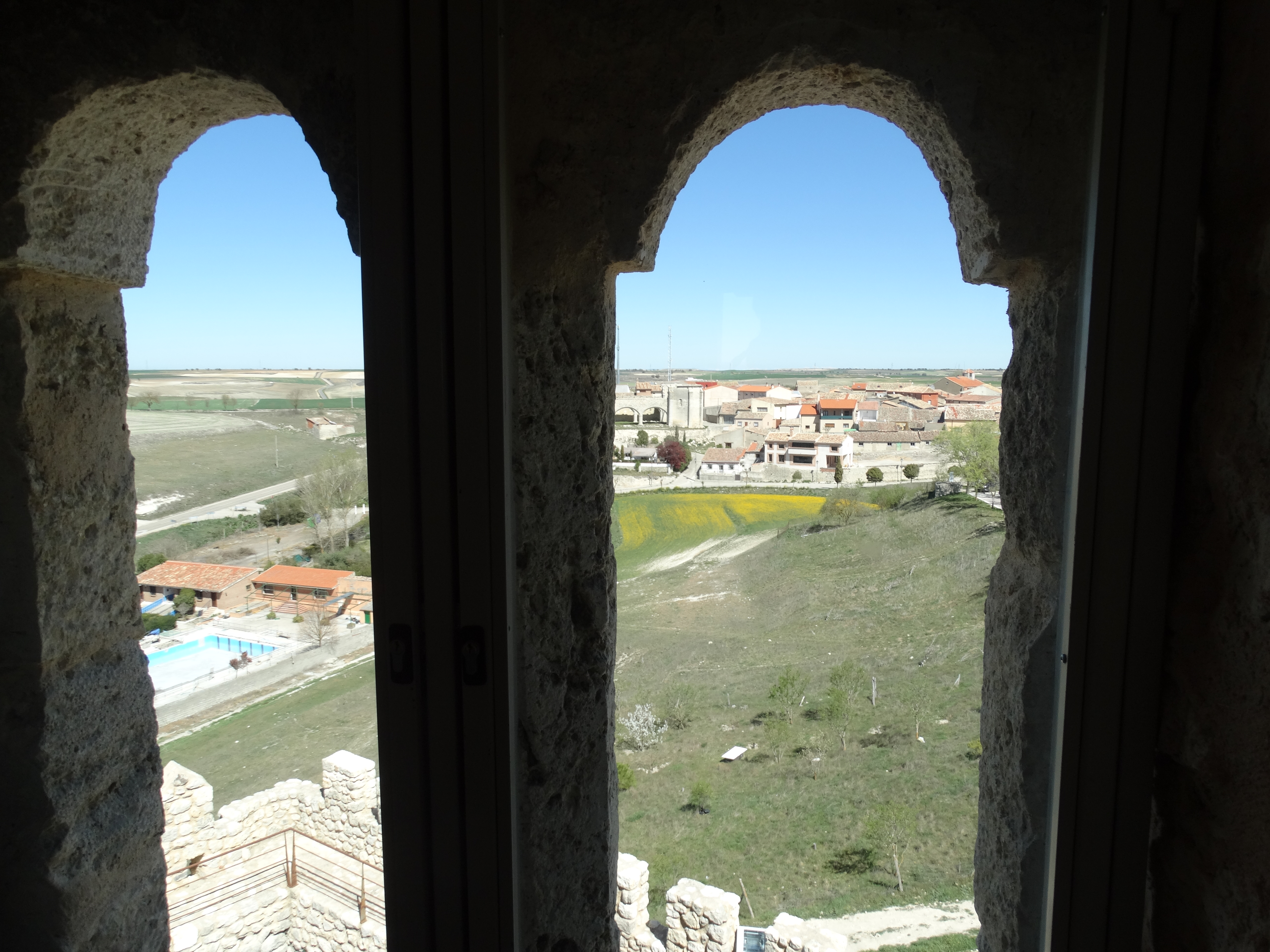
Vista del pueblo a los pies del castillo.

Detalles del castillo
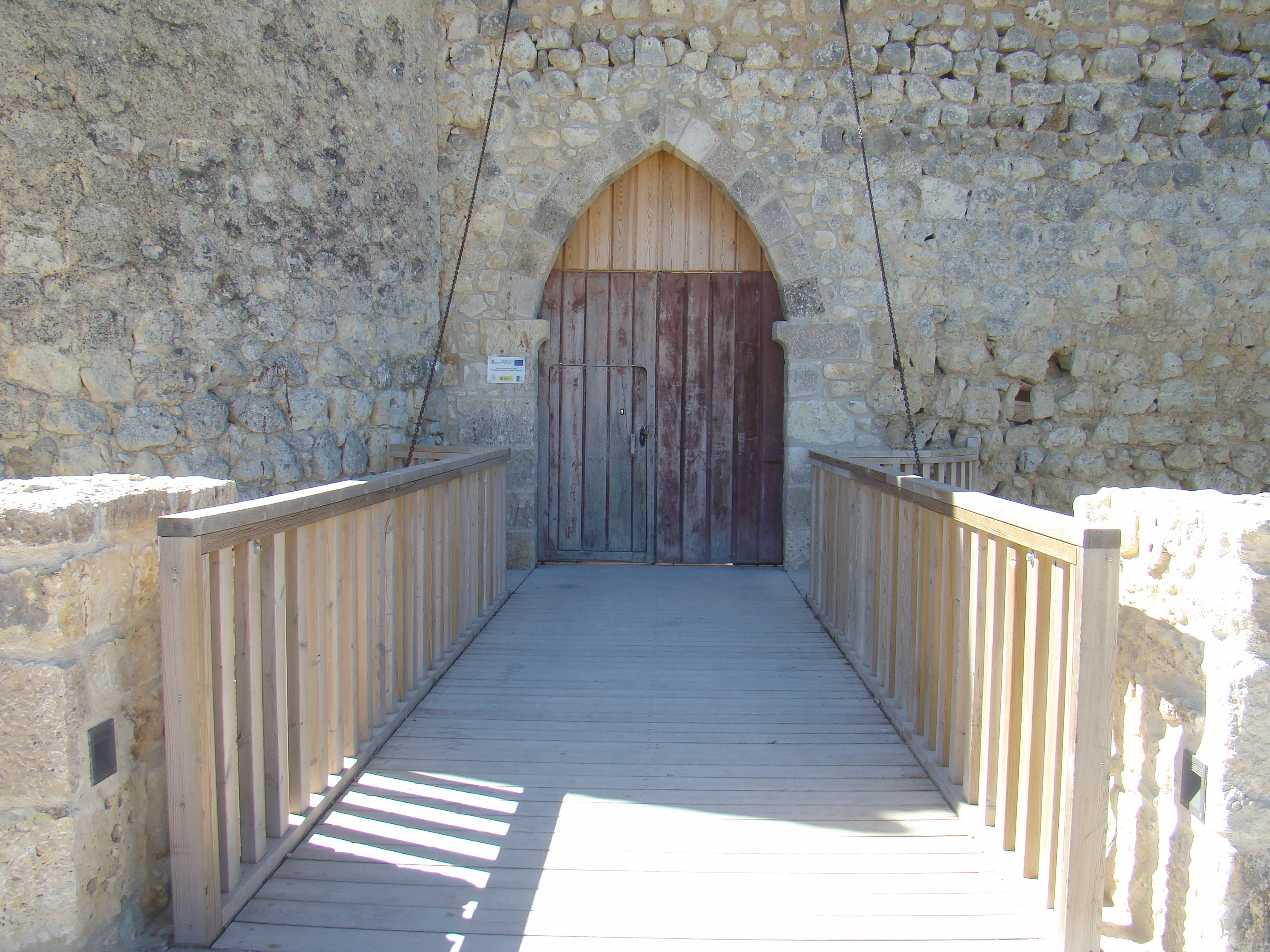
La puerta actual de acceso.
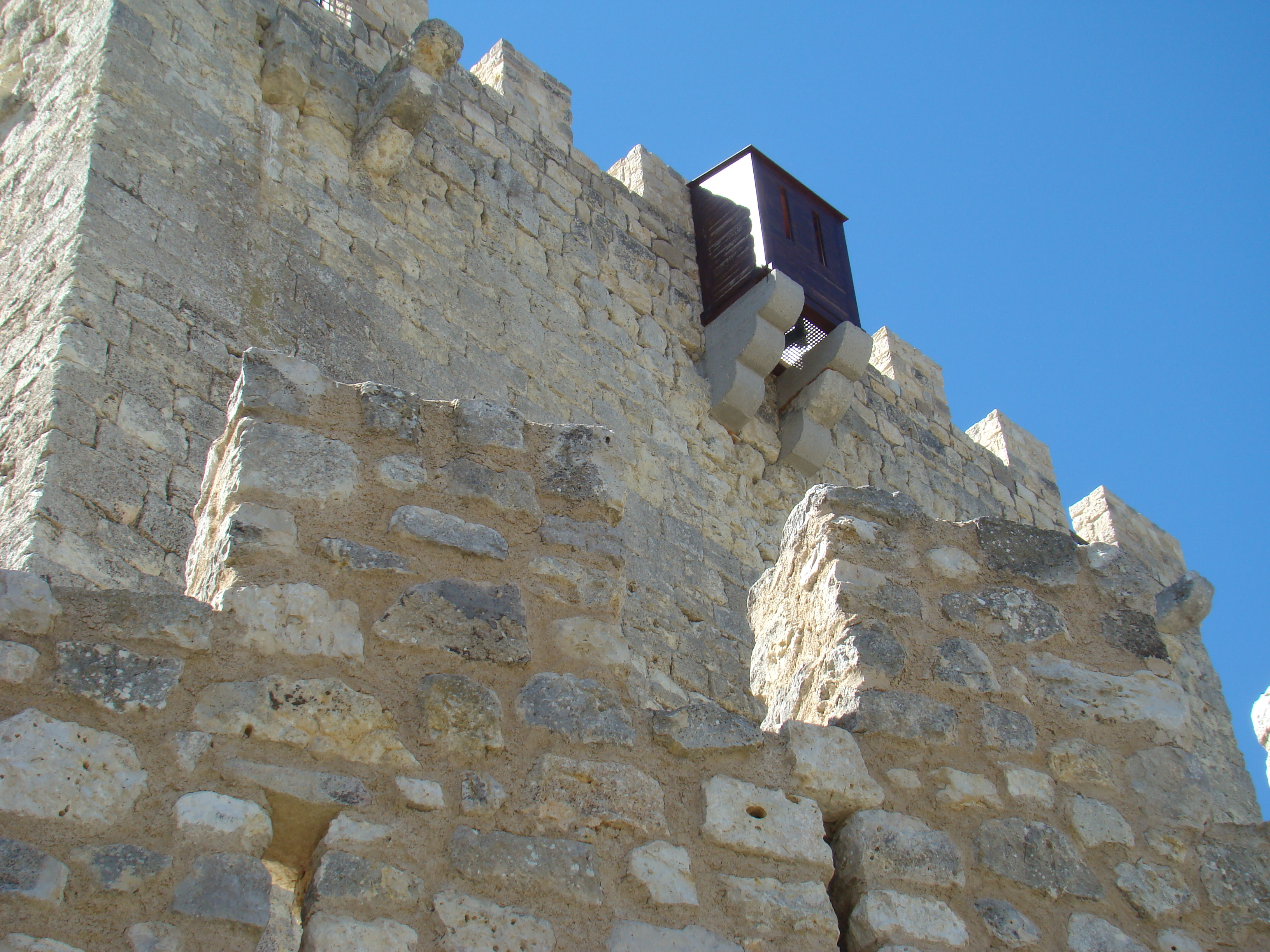
Recreación de un cadalso o buharda.
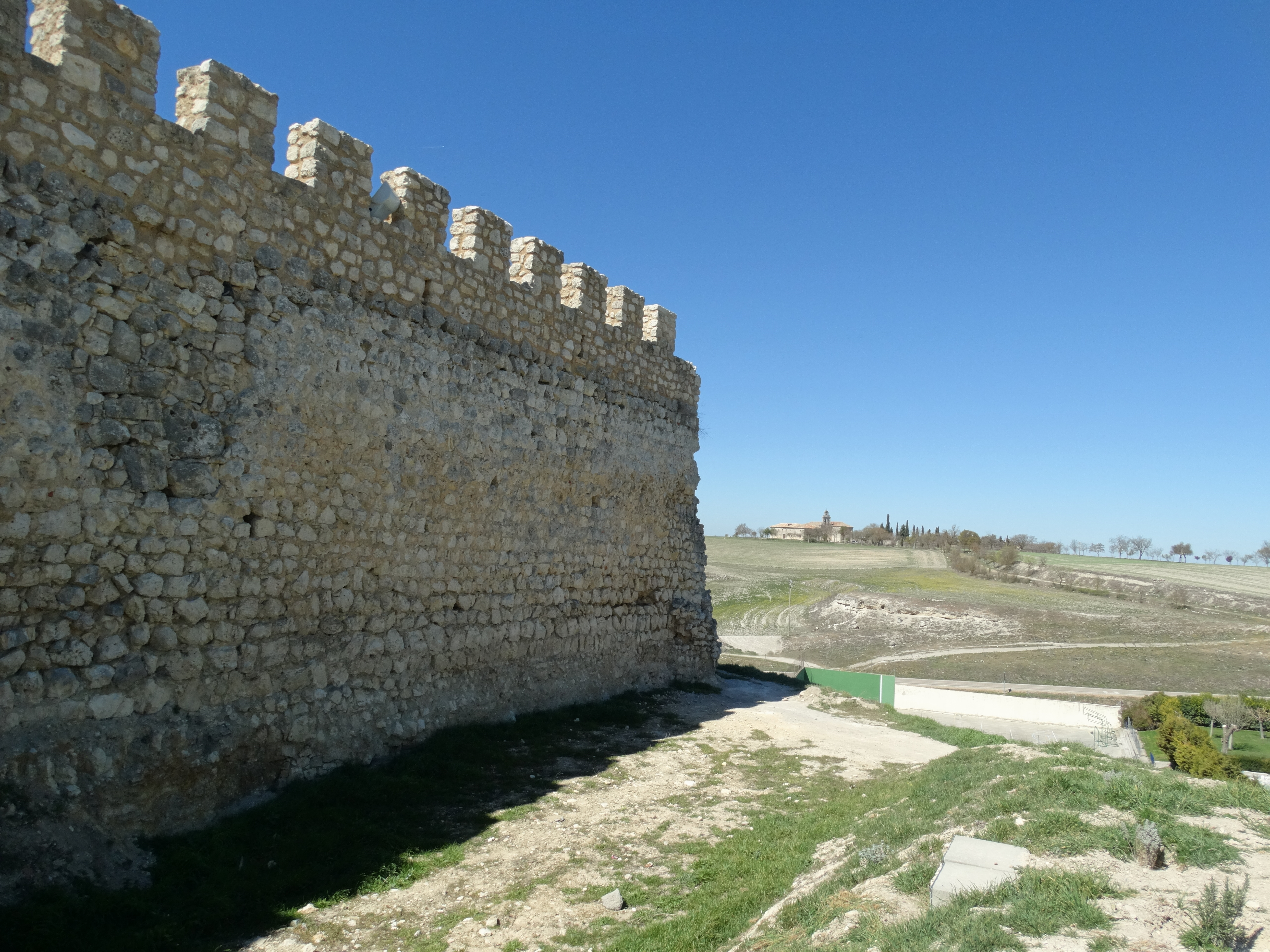
Lienzo de muralla.
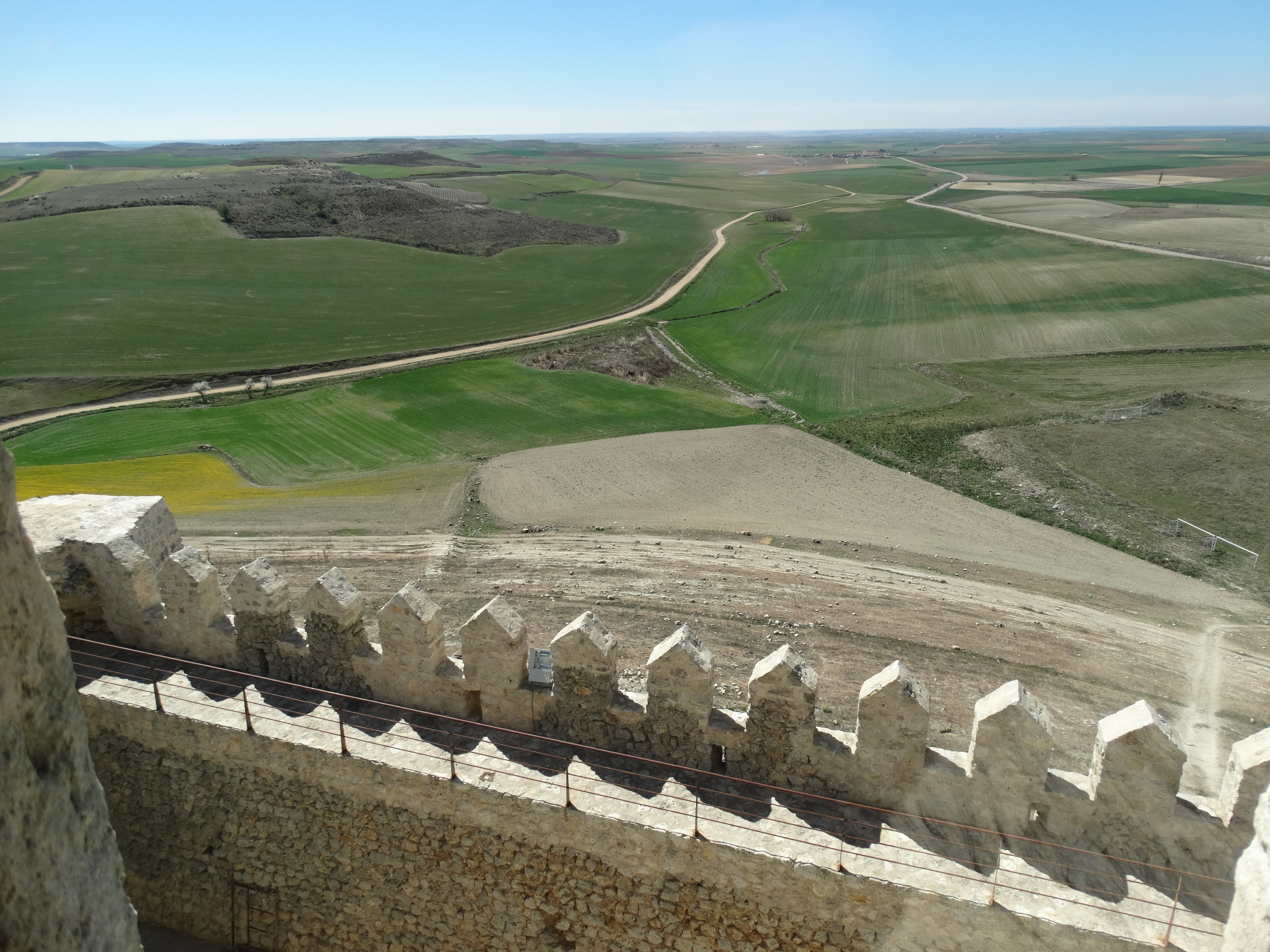
Vista desde la torre del homenaje, con las almenas de piedra.